# 2639 Planman
2639 Planman је астероид главног астероидног појаса чија средња удаљеност од Сунца износи 2,446 астрономских јединица (АЈ).
Апсолутна магнитуда астероида је 12,9.